# Edgardo Adames
Edgardo Adames (27 de mayo de 1967) es un deportista puertorriqueño que compitió en judo. Ganó una medalla de bronce en el Campeonato Panamericano de Judo de 2005 en la categoría de –100 kg.

## Palmarés internacional
| Campeonato Panamericano | Campeonato Panamericano | Campeonato Panamericano | Campeonato Panamericano |
| Año                     | Lugar                   | Medalla                 | Categoría               |
| ----------------------- | ----------------------- | ----------------------- | ----------------------- |
| 2005                    | Caguas (Puerto Rico)    | Medalla de bronce       | –100 kg                 |